# Meta manchurica
Meta manchurica – gatunek pająka z rodziny kwadratnikowatych.
Gatunek ten został opisany w 1992 roku przez Juriego Marusika i Seppo Koponena.
Pająk o ciele długości 10,2 mm u samców i od 11,6 do 12,2 mm u samic, ubarwiony podobnie jak sieciarz jaskiniowy, ale ciemniej. Konduktor z licznymi, grubymi ząbkami, mniejszymi niż u wspomnianego gatunku. U nasady embolusa obecne spiczaste apofizy wierzchołkowe i grzbietowe oraz niska i krótka listewka. Tegulum nieco grubsze niż u sieciarza jaskiniowego, ale cieńsze niż u Meta americana. Płytka płciowa samicy z jasnym, szerokim wybrzuszeniem, u nasady ciemniejszym niż w części wierzchołkowej.
Gatunek znany z rosyjskiego Kraju Nadmorskiego i Korei.